# Морская полиция: Сидней
Морская полиция: Сидней — полицейский процедуральный телесериал о австралийской морской полиции, который вышел 10 ноября 2023 года на Paramount+ Australia и премьера которого состоится на Network 10 в конце 2023 года. Это будет спин-офф долгоиграющего сериала NCIS и пятый сериал по франшизе NCISи в нем участвуют местные австралийские актеры и продюсеры.
Это будет первый сериал франшизы, действие которой происходит не в США. Несмотря на то, что действие шоу будет происходить в Сиднее, полевой офис реальной морской полиции в Австралии на самом деле находится в Перте, в 3290 км от Сиднея.

## Сюжет
"Морская полиция: Сидней" рассказывает о росте международной напряженности в Индо-Тихоокеанском регионе. Блестящая и эклектичная команда агентов американской морской полиции и австралийской федеральной полиции (AFP) объединяется в многонациональную оперативную группу, чтобы держать под контролем морские преступления на самом спорном участке океана на планете.

## Актёрский состав

### Основной
- Оливия Суонн — Мишель МакКи: Глава команды NCIS:Sydney, ответственный оперативный агент (Special Agent in charge (SAC))[5]
- Тодд Ласанс  — Джим "Джей Ди" Демпси: сержант австралийской федеральной полиции (AFP), заместитель МакКи[5]
- Шон Сагар — ДеШон Джексон:  специальный агент NCIS:Sydney (SA)[5]
- Туули Наркл — констебль Эви Купер: офицер по связям австралийской федеральной полиции (AFP)[5]
- Мавурни Хейзел — Блубёрд "Блу" Глисон: судмедэксперт AFP[5]
- Уильям Макиннес — Доктор Рой Пенроуз: судебный патологоанатом AFP[5]

### Сезон 1
| № общий | № в сезоне | Название                    | Режиссёр         | Автор сценария                  | Дата премьеры Австралия | Дата премьеры U.S. | Произв. код | Зрители Австралия (млн.) |
| ------- | ---------- | --------------------------- | ---------------- | ------------------------------- | ----------------------- | ------------------ | ----------- | ------------------------ |
| 1       | 1          | «Gone Fission»              | Shawn Seet       | Morgan O'Neill                  | 10 ноября 2023          | 13 ноября 2023     | 101         | 0.310                    |
| 2       | 2          | «Snakes in the Grass»       | Shawn Seet       | Michael Miller & Morgan O'Neill | 17 ноября 2023          | 20 ноября 2023     | 102         | 0.341                    |
| 3       | 3          | «Brothers in Arms»          | David Caesar     | Andrew Anastasio                | 24 ноября 2023          | 28 ноября 2023     | 103         | 0.332                    |
| 4       | 4          | «Ghosted»                   | Kriv Stenders    | Tamara Asmar                    | 1 декабря 2023          | 5 декабря 2023     | 104         | 0.252                    |
| 5       | 5          | «Doggieccino Day Afternoon» | David Caesar     | Michael Miller                  | 8 декабря 2023          | 12 декабря 2023    | 105         | н/д                      |
| 6       | 6          | «Extraction»                | Catherine Millar | James Cripps & Clare Sladden    | 15 декабря 2023         | 9 января 2024      | 106         | н/д                      |
| 7       | 7          | «Bunker Down»               | Kriv Stenders    | Kim Ho & James Cripps           | 22 декабря 2023         | 16 января 2024     | 107         | н/д                      |
| 8       | 8          | «Blonde Ambition»           | Catherine Millar | Morgan O'Neill                  | 29 декабря 2023         | 23 января 2024     | 108         | н/д                      |

### Разработка
В феврале 2022 года Paramount + объявила, что заказала серию франшизы NCIS для съемок в Сиднее, Австралия. Он дебютирует на Paramount + и Network 10 в Австралии в 2023 году.
Производство сериала в Сиднее возглавит уроженец Австралии Шейн Бреннан, создатель и продюсер NCIS: Los Angeles.
Актёрский состав Морская полиция: Сидней ещё не объявлен, но боссы шоу пообещали, что в шоу будут представлены отечественные (австралийские) таланты — так что ожидается увидеть много австралийцев среди актёров.
Как и другие сериалы в долгосрочной франшизе NCIS, NCIS: Sydney будет следовать за талантливой и неутомимой командой агентов Военно-морских служб уголовного розыска, занимающихся расследованием уголовных дел, связанных с морской пехотой и военно-морским флотом.
Что отличает новый сериал, так это то, что это первый выход франшизы за пределы Америки. Все четыре других шоу Морской полиции — Морская полиция: Спецотдел, Морская полиция: Лос-Анджелес, Морская полиция: Гавайи и отмененный Морская полиция: Новый Орлеан — все происходят на территориях в США.
Съемки будут проходить в местных локациях на впечатляющем, панорамном и захватывающем фоне гаваней одного из самых захватывающих в мире портовых городов — Сиднея. Тот факт, что это портовый город, важен для всей военно-морской части сериала.

### Производство
"NCIS: Сидней" - это международное совместное производство CBS Studios, которое производится компанией Endemol Shine Australia для CBS Studios и Paramount Australia, сериал создан и спродюсирован Морганом О'Нилом. Исполнительными продюсерами фильма выступили О'Нил, Сара Ричардсон и Сью Сири, а продюсером - Мишель Беннетт. Съемки начались в мае 2023 года.

## Международная трансляция
NCIS Sydney дебютирует на канале Paramount+ в Австралии 10 ноября, после чего состоится его американская премьера 13 ноября на канале CBS и на австралийском канале Network 10.
Он будет распространяться на международном уровне компанией Paramount Global Content Distribution и будет доступен для потоковой передачи на Paramount+ на отдельных территориях по всему миру.
Это будет единственное шоу по сценарию CBS, которое вернется этой осенью, поскольку продолжающаяся двойная забастовка с участием WGA и SAG-AFTRA продолжается.